# Валя-Нандрулуй
Валя-Нандрулуй (рум. Valea Nandrului) — село у повіті Хунедоара в Румунії. Входить до складу комуни Пестішу-Мік.
Село розташоване на відстані 297 км на північний захід від Бухареста, 10 км на південний захід від Деви, 123 км на південний захід від Клуж-Напоки, 124 км на схід від Тімішоари.

## Населення
За даними перепису населення 2002 року у селі проживали 183 особи.
Національний склад населення села:
| Національність | Кількість осіб | Відсоток |
| -------------- | -------------- | -------- |
| румуни         | 177            | 96,7%    |
| угорці         | 5              | 2,7%     |

Рідною мовою назвали:
| Мова      | Кількість осіб | Відсоток |
| --------- | -------------- | -------- |
| румунська | 177            | 96,7%    |
| угорська  | 5              | 2,7%     |